# Felben (Adelsgeschlecht)

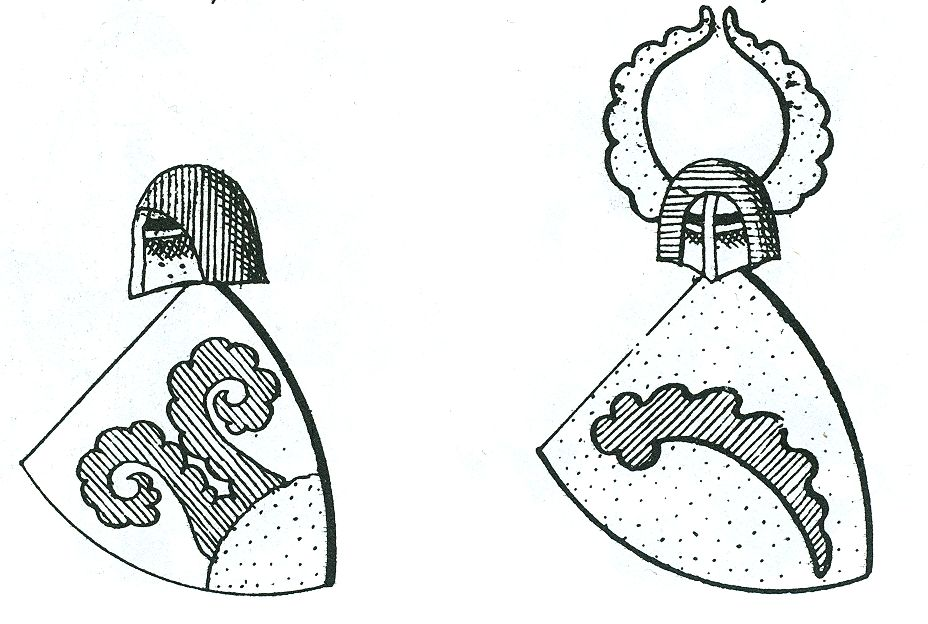
Wappen der Felben: 1402 und später

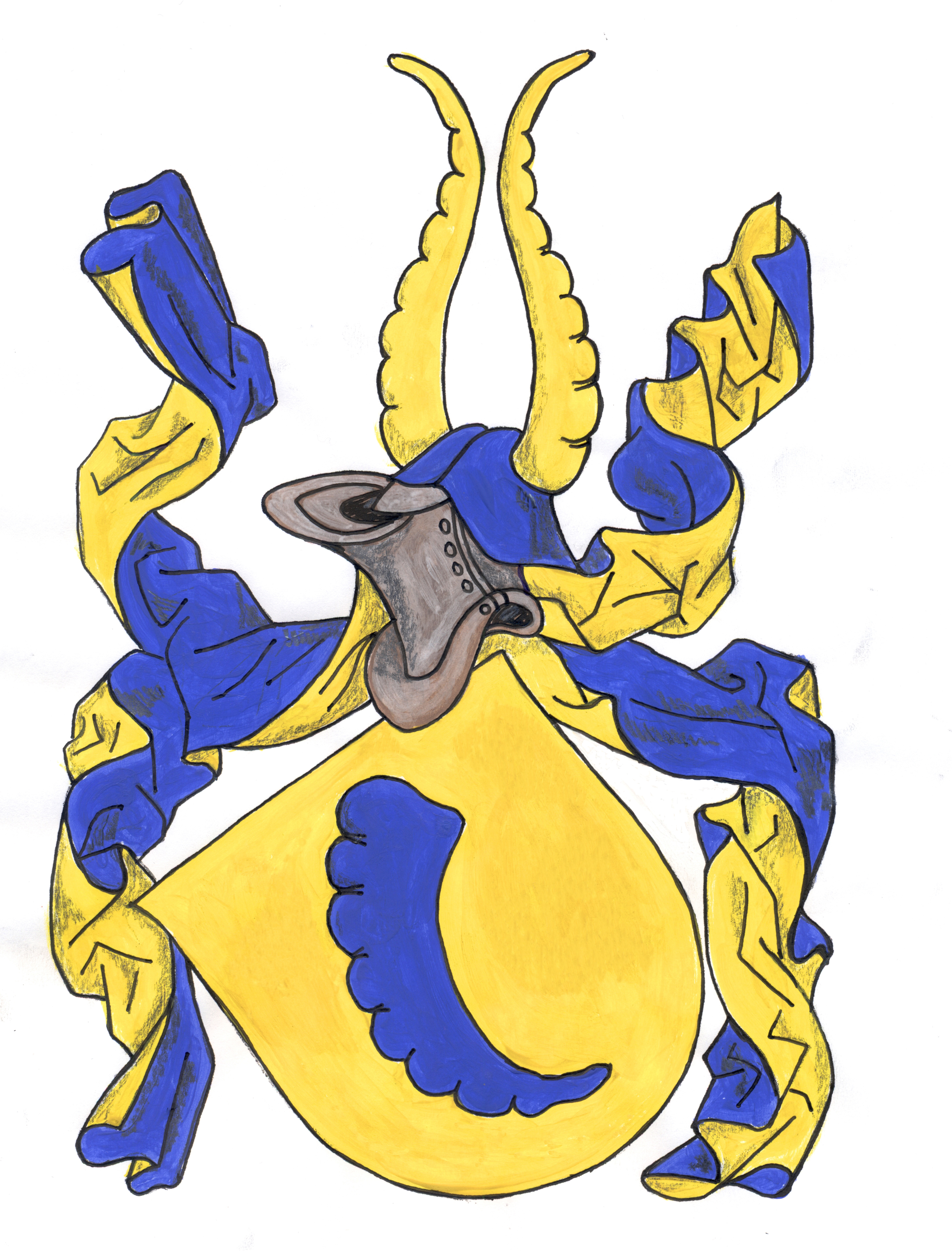
Das Wappen der Velben (Nachzeichnung)

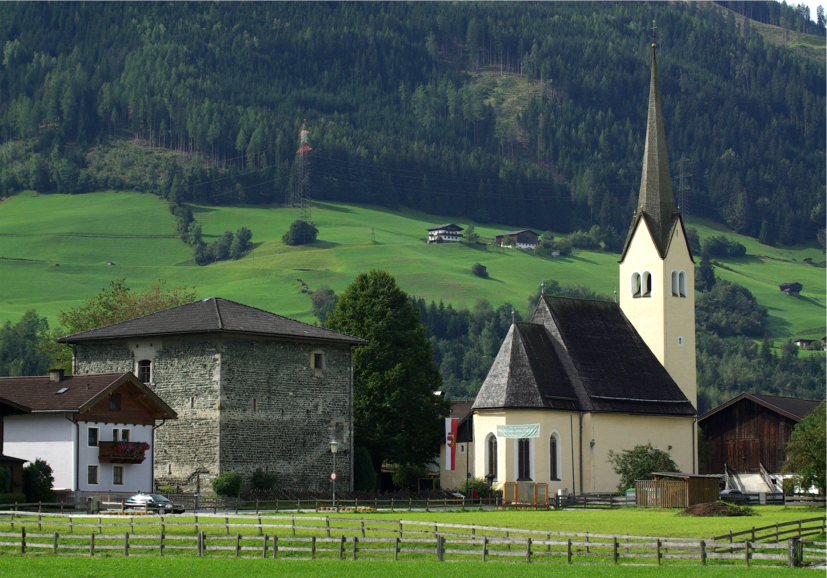
Der Felberturm, Stammsitz der Velben, und die Felberkirche in Mittersill

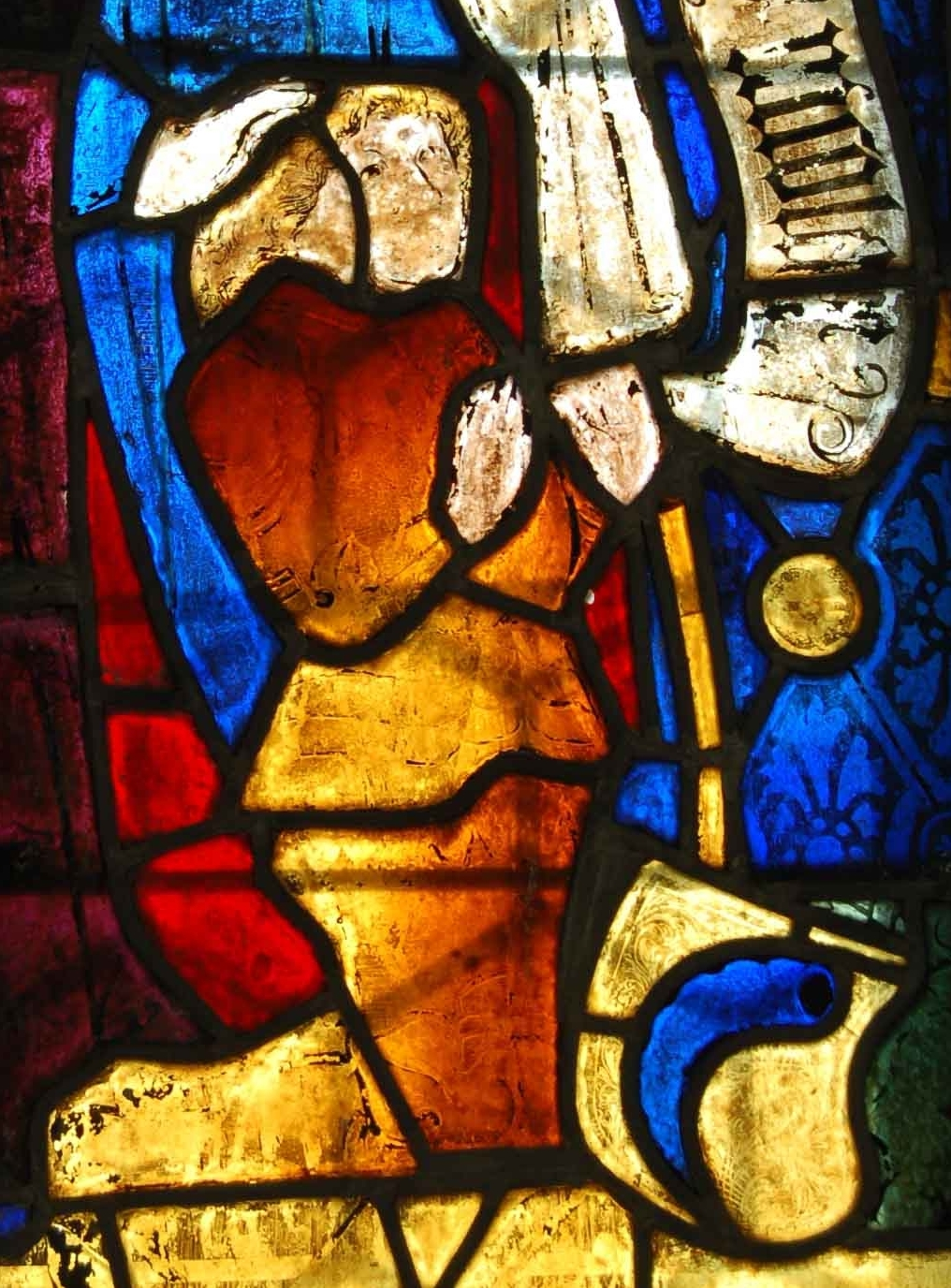
Ulrich II. von Velben auf dem gotischen Fenster der Nikolauskirche in der Weitau bei St. Johann in Tirol

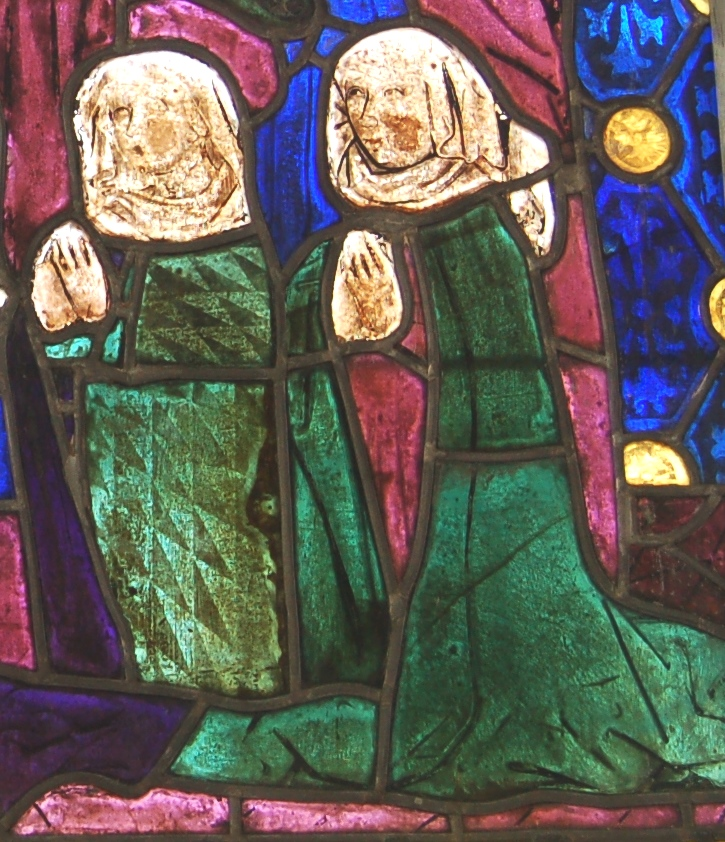
Elisabeth, Mutter von Ulrich II. und Gertrud, Frau von Eberhard von Velben. auf dem gotischen Fenster der Nikolauskirche in der Weitau bei St. Johann in Tirol

Felben (auch von Velben, Velm, Herren von Felben, abgeleitet vom althochdeutschen Wort felwa = Weide) ist der Name eines ursprünglich edelfreien, bayerisch-salzburgerischen Adelsgeschlechts. Es verzweigte sich u. a. in Bayern, Salzburg und Tirol. Die Salzburger Felben nannten sich auch von Pinzgau, in Tirol ist die Schreibweise Velben geläufig.

## Geschichte

### Ursprung und Besitztümer
Der erste in der Stammliste ist im 12. Jahrhundert Heidvolk der Velbe. Er nannte sich auch Hetfolch de Pinzgau. Das Geschlecht derer von Felben war namensgebend für den Weiler Felben, das Felbertal und den Felbertauern. Der im Salzburgischen zuerst nachgewiesene Besitz ist der Felberturm (auch Burgruine Felben, oder Felben-Kasten) in der Gemeinde Mittersill. Weiterer Besitz war in Pinzgau, Pongau, bei St. Johann in Tirol, in der Gegend von Matrei in Osttirol sowie im Brixental. Im 14. Jahrhundert gehörte ihnen ein gutes Dutzend Burgen (Felberturm, Kaprun, Mittersill, Sulzau, Hieburg, Wildenwart, Burg Forichtenstein bei St. Johann in Tirol, Liechtenwerd, Neuhaus/Mayrhofen). Allein das Einkünfteverzeichnis des Turmes zu Felben nennt ca. 20 pflichtige Prädien (Erbhöfe, Mühlen). Unter den Marschällen Gebhart von Velben jun. und sen. um 1300 erreichte das Fürsterzbistum Salzburg seine größte territoriale Ausdehnung. Es gehörten noch Teile von Tirol, Kärnten, der Steiermark und Oberbayern dazu.
Hettvolch de Velbe und sein Sohn Ulrich I im 12. bis 13. Jahrhundert
Heitfolchs Name ist der am stärksten derivierende (hat/het/hait/net/folc/falk/uolk). Haidfalk stünde aber für eine abgestorbene Falkenart. Er wird mehrmals im Gefolge des Grafen Heinrich III. von Frontenhausen genannt und war 1194 auch dessen Salmann. Sein Sohn Ulrich I. wird 1229 bereits als Ministeriale des Erzbischofs Eberhard II. genannt.

#### Gebhart I. und der Erzbischof
Wiederum dessen Sohn Gebhart I. wird 1244 im Gefolge dieses Erzbischofs bei einem Treffen in Regensburg und 1261 im Gefolge des Erzbischofs Ulrich in Burghausen genannt. Als Meinhard II. von Görz-Tirol und sein Bruder Albert I. (Görz) im Jahre 1253 als Geiseln in der Burg Hohenwerfen festgehalten wurden, ließ Gebhard I. von Velben den jungen Meinhard 1259 eigenmächtig frei und kassierte das Lösegeld in Höhe von 800 Mark Silber. 1262 stiftete Gebhard I. das Spitalsbenefizium in der Weitau bei St. Johann in Tirol und ließ die dortige Nikolauskirche erbauen. Sein Sohn Ulrich II. war der erste Benefiziat zu Weitau. Gebhard II. und sein Bruder Friedrich sind 1271 in Kitzbühel bei Herzog Ludwig II. Auch Ulrich II. wird einmal bei Herzog Ludwig II., diesmal in Wolfratshausen, bezeugt.

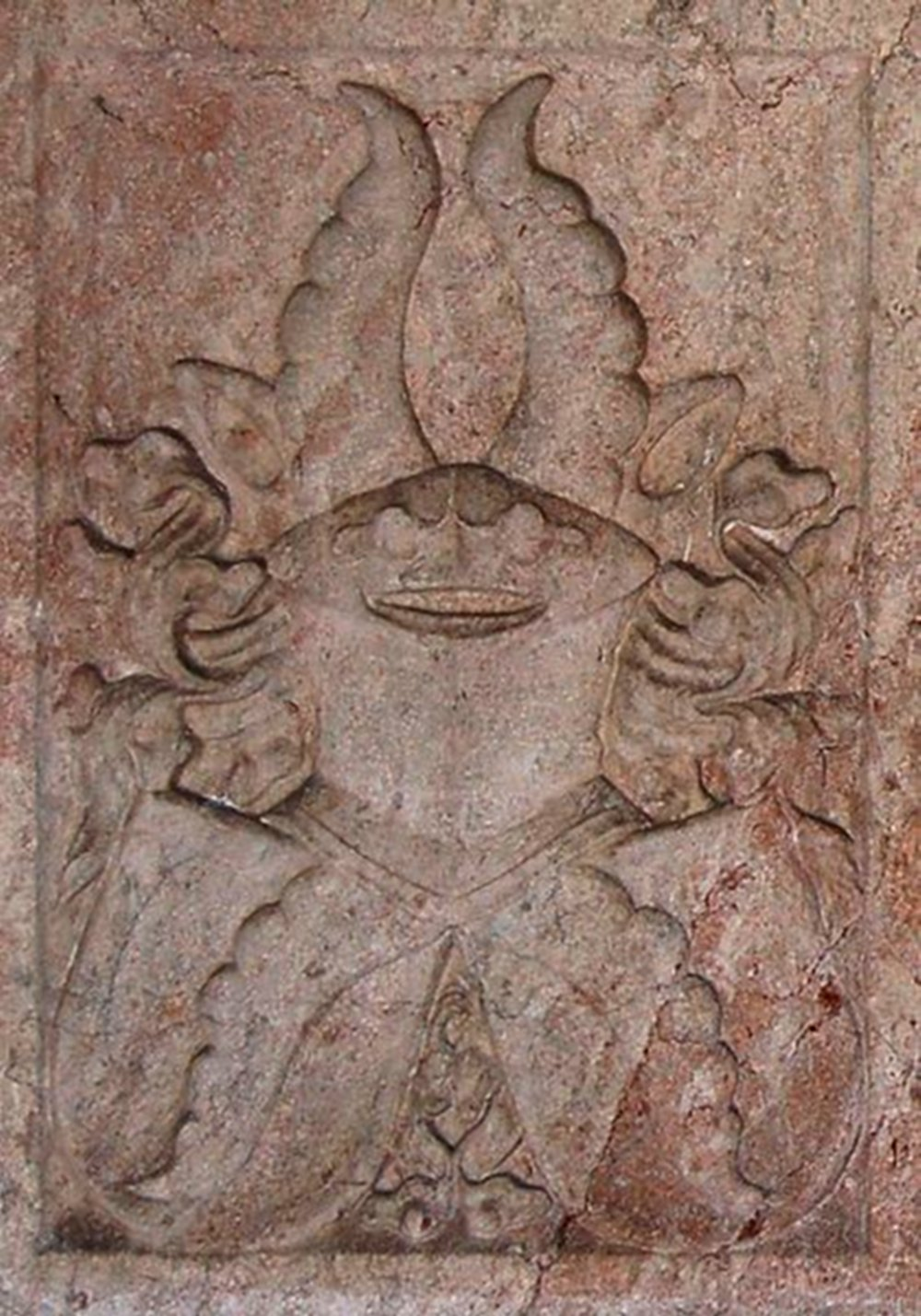
Relief mit dem Doppelwappen von Gebhard I. und Ulrich II. von Velben in der Nikolauskirche in der Weitau bei St. Johann in Tirol

#### Gebhart II. und Mittersill
Gebhard II. wird 1292 mit der Burg und dem Gericht Mittersill belehnt. Da sein ältester Sohn Otto nicht zum Pfleger von Mittersill ernannt wurde, eröffneten dieser und sein jüngerer Bruder Eck eine verlustreiche Fehde gegen den Erzbischof Konrad IV. von Fohnsdorf. Die Brüder unternahmen überdies Raubzüge zu Wasser und zu Land im Inntal.

#### Otto von Velben und der Bischof von Regensburg
Otto von Velben ergab sich 1314 dem Bischof Nikolaus von Regensburg (auch Nikolaus von Ybbs, * zw. 1270 und 1280 in Ybbs an der Donau (Österreich); † 11. Oktober 1340 in Oberalteich) nach einem Streit und überließ ihm die Burg Vorchtenstein (auch Burg Forchtenstein) bei St. Johann in Tirol. Die Burg wurde 1316 durch Hauptleute und bewaffnete Reiter einer länderübergreifenden Reichsgewalt, zu der die Herzöge von Oberbayern, Kärnten-Tirol und Niederbayern sowie des Erzbischofs von Salzburg und des Bischofs von Regensburg beitrugen, zerstört.

#### Heinrich von Velbens Unterwerfung und das Erlöschen der älteren Linie
Nach dem Tode Ottos unterwarf sich dessen Sohn Heinrich 1333 dem Erzbischof Friedrich III. von Leibnitz und es gelang ihm, die Felber erneut in eine bedeutende Position zu bringen. 1369 kam es zum Erlöschen der älteren Linie der Felber.

#### Streit mit deren von Walchen um die Burg Kaprun
Zwischen den miteinander verwandten Familien derer von Walchen (Adelsgeschlecht) und der Felber kam es zu einer Auseinandersetzung um die Burg Kaprun. Nach Übergriffen der Felber um 1280 wurde diese Burg den Herren von Walchen zugesprochen. Aufgrund eines Streites zwischen den Walchenbrüdern Otto und Albero II. entschied Erzbischof Rudolf von Hoheneck, dass Friedrich von Felben einen Burganteil erhalten sollte. Damit wohnten diese beiden Familien auf Kaprun, unter denen es zu Zwistigkeiten wegen Baukosten und Zehentaufteilung kam. Otto I. von Felben musste allerdings wegen Geldschwierigkeiten seinen Burganteil an das Erzbistum verpfänden. Ekke von Felben konnte seinen Burganteil wieder zurück erhalten. Im weiteren Verlauf verloren die Walcher ihren Burganteil gänzlich und 1338 wurden die Herren von Felben wieder Besitzer der Burg. Der letzte Felber auf der Burg Kaprun war Ulrich von Felben; er vermachte seiner Tochter Praxedis, verehelichte Puchheim, die Burg zu Lehen. Praxedis von Puchheim vermachte mit Erlaubnis des Erzbischofs Eberhard III. die Veste Kaprun samt Zubehör ihrem Ehemann Georg/Jörg von Puchheim.

### Dynastische Ehen
Die Ehenliste der Velben zeigt Verschwägerungen mit den Familien Törring (anno salutis 782), Plain (Erbtochter), Goldeck (2), Wartenfels, Freundsberg (Freuntsberg) (2), Starhemberg (Starichenwerch) (2), Puchheim, Polheim, Preysing, Staufenegg, Kuchl, Waller Wilthurn, Thurn, Lichtenstain, Radeck, Reiffenberg, Lebenberg, Thorer Hornstein, Waldeck, Albm, Layming, Trauner, Scherffenberg, Volchensdorf, Berchheim, Trenbach Kürnstein, Bairprun, Winzer, Auer von Prenberg, Strasser, Helfenberg, Mayrhofen, Hohenrainer, Zink, Harras, Puschinger, Rohr, Überacker sowie Schönstainer. In mehreren Fällen sind Höhe, Art bzw. Währung der Mitgift urkundlich überliefert.
Die Felben zu Pinzgau waren verwandt mit den Geschlechtern Vel(l)berg (Herrenvellberg) bei Cannstatt, Vellenberch bei Götzens (Tirol) und Velm bei Mistelbach, NÖ. Sie waren zudem indirekt verwandt mit den Velden (Welden) in Kärnten, da das Zweitwappen der Velbener zu Staatz (NÖ) mit dem Wappen von Velden identisch ist. Es gibt gewisse Überschneidungen und/oder Descendenzen mit Velburg ( Cham) bei Regensburg.
Namentlich ist das Geschlecht derer von Felben nicht zu verwechseln mit deren von Valwenstain bei Bozen, von Falbenhaupt bei Griffen, de Valperga di Masino, Torino sowie Feldsberg (dapifer).

### Stammliste der Felben oder Velben
NN
1. Mechtild alias Richza (* ?; † ?): erwähnt im Törring Urbar
2. Heidvolk (* ?; † ?): urk. erwähnt 1160–1205; 1160 nobilis homo Haitfolch de Velwe; 1155 und 1164 erscheint Hettvolch de Velbe im Gefolge des Grafen Heinrich III. von Frontenhausen (auch von Mittersill)
3. Dietrich (* ?; † ?): 1230 vermählt mit Anna v. Radeck; wiederholt werden die Velben als Ministeriale der Grafen Plain (Hardegg) genannt und sollen diese im Pinzgau beerbt haben, insb. 1276, dem Jahr des Erlöschens der Grafen von Plain
4. Marquardus de Velwen (* ?; † ?)[3]: zeugte Ulrich I.
  1. Ulrich I. de Velwen (* ?; † ?): urk. erwähnt 1205–1234; Salzburger Ministeriale
    1. Gebhard I. de Velwen (* ?; † ?)[4]: urk. erwähnt 1234–1272; ⚭ 1. Elisabeth; ⚭ 2. Gebhard???
    2. Diemoud Abatissa (* ?; † 1267): nun.; eine Schwester Gebhards I., zeugte Friedrich, Ulrich (de Velven) der Älterer, Andreas, Gebhard, Elisabeth, Dieter, Konrad, Ulrich der Mittlere, Ulrich der Jüngere
      1. Friedrich I. (* ?; † ?): urk. erwähnt 1263–1292
      2. Ulrich de Velwen II. (* ?; † ?): urk. erwähnt 1265; Benefiziat des Spitals in der Weitau bei St. Johann in Tirol
      3. Andreas (* ?; † ?): urk. erwähnt 1270–1278; Mönch; 1278 Judenburg vicedominus
      4. Gebhard II. (* ?; † ?): urk. erwähnt 1263–1296, erzbischöflicher Marschall
      5. Elisabeth, (* ?; † 1. Februar 1333): ⚭ am 4. März 1288[5] mit Konrad IV. von Baierbrunn
      6. Dieter und Konrad (* ?; † ?): 1322 zu Rittern geweiht wegen der Schlacht bei Mühldorf/Ampfing
      7. Ulrich von Velben (* ?; † 1415): ⚭ 1376 mit Goldeckerin; zentraler Dynast, mit dessen Tod das Geschlecht der Velben erlischt
      8. Ulrich der junge Velber (* ?; † ): wird 1403 per Igelbund zum Hauptmann gewählt, zeugte Otto I. und Eck
        1. Otto I. von Velben (* ?; †): seit 1296
        2. Eck von Velben (* ?; † ): Bruder von Otto I., zeugte Heinrich, Eberhart, Praxedis, Achaz und Hans
          1. Heinrich von Velben (* ?; † ): ⚭ 1366 mit Dorothea von Waldeck
          2. Eberhart (* ?; †)
          3. Praxedis (* ?; †):⚭ Jörg von Puchheim
          4. Achaz von Velben (* ?; †): herzoglicher Küchenmeister, Schenk
          5. Hans von Velben (* ?; †)

Ein weiterer, in diese Linie nicht einordenbarer Velben ist Ulrich von Velben, letzter auf Burg Kaprun. Der 1150 einmal erwähnte Crafte de Veliwen (Kraft von Velben) scheint nicht edelfrei gewesen zu sein und wird daher nicht zur Familie der Velben gezählt.
Der in verschiedenen Reimchroniken verewigte Gebhard soll bei Werfen ein hohes Lösegeld im Zusammenhang mit der Internierung eines Herzogs dem Erzbischof vorenthalten haben ( Urkunden ) .
Es war das nicht jenes Gold und Silber, das bei einem Schatzfund im alten Schulhaus des Marktes Werfen in den 60er Jahren zutagetrat.